# Prithviraj III. Chauhan

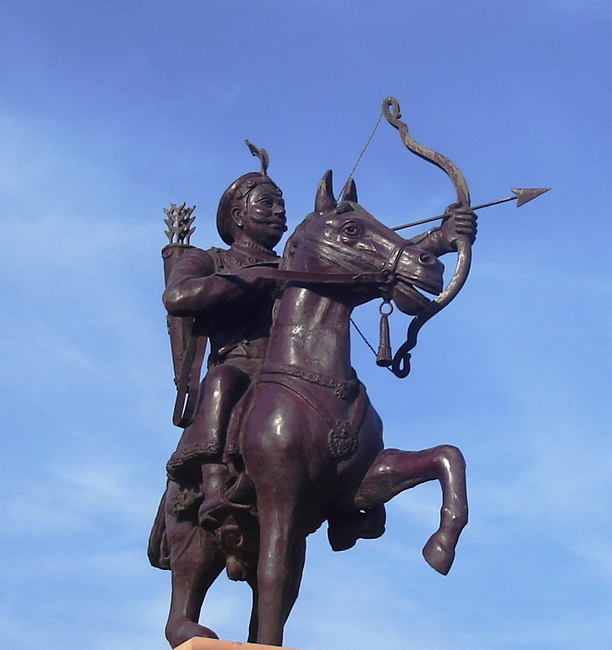
Prithviraj III. Chauhan-Statue in Ajmer

Prithviraj III. Chauhan (* um 1165; † 1192 bei Tarain; reg. 1178–1192) war ein Rajputen-König aus dem Geschlecht der Chauhan in Delhi und Ajmer. Er wurde 1192 bei Tarain an der „Pforte von Delhi“ von Muhammad von Ghur geschlagen, gefangen und hingerichtet. Der Sieg ermöglichte den Muslimen die dauerhafte Besetzung Nordindiens.
Im Jahr 1191 hatte er Muhammad von Ghur mit einer Konföderation der Rajputenfürsten noch in die Flucht geschlagen, wobei sein Gegner eine Verwundung davontrug. Doch 1192 kam dieser überraschend mit einer besser berittenen Armee zurück und siegte auf dem gleichen Schlachtfeld. Nach der Schlacht ließen sich Prithvirajas Frau und Höflinge auf dem Scheiterhaufen verbrennen.
Erwähnenswert ist in dem Zusammenhang auch Prithvirajas Liebe zu Prinzessin Sanyogita, der Tochter Jaichandras von Kannauj. Indem er sie raubte, löste er um 1189 einen Krieg mit den Gahadavalas aus, der auch die Kräfte der Rajputen schwächte.
Prithviraj III. hat zum Andenken sein eigenes Ritterepos erhalten: „O Sonne der Chauhans, niemand hat soviel Ruhm und Freude erfahren wie du. Das Leben ist wie ein altes Gewand, warum sollten wir es nicht abwerfen? Standhaft zu sterben, heißt ewig zu leben.“